# Granica iracko-turecka
Granica iracko-turecka – granica międzypaństwowa oddzieląca terytoria Turcji i Iraku o długości 331 kilometrów.
Początek granicy na zachodzie to styk granic Syrii, Turcji i Iraku nad rzeką Tygrys, następnie biegnie w kierunku wschodnim i dochodzi do styku granic Turcji, Iraku i Iranu w Górach Kurdystańskich.
Granica powstała w 25 czerwca 1926 roku (traktat w Ankarze).